# God of War (computerspelserie)
God of War is een serie hack and slash-spellen uitgegeven door Sony Interactive Entertainment voor verschillende PlayStation-consoles. De hoofdserie is ontwikkeld door SIE Santa Monica Studio. Het eerste spel, God of War, kwam in 2005 uit.
De verhalen in de serie draaien om de halfgod Kratos, een Spartaanse vechter.

## Spellen
| Release | Titel                         | Ontwikkelaar                           | Platform                                              |
| ------- | ----------------------------- | -------------------------------------- | ----------------------------------------------------- |
| 2005    | God of War                    | SIE Santa Monica Studio                | PlayStation 2, PlayStation 3, PlayStation Vita        |
| 2007    | God of War II                 | SIE Santa Monica Studio                | PlayStation 2, PlayStation 3, PlayStation Vita        |
| 2007    | God of War: Betrayal          | Javaground, SOE Los Angeles            | Mobiele telefoon (Java ME)                            |
| 2008    | God of War: Chains of Olympus | Ready at Dawn, SIE Santa Monica Studio | PlayStation 3, PlayStation Portable, PlayStation Vita |
| 2010    | God of War III                | SIE Santa Monica Studio                | PlayStation 3, PlayStation 4                          |
| 2010    | God of War: Ghost of Sparta   | Ready at Dawn, SIE Santa Monica Studio | PlayStation 3, PlayStation Portable, PlayStation Vita |
| 2013    | God of War: Ascension         | SIE Santa Monica Studio                | PlayStation 3                                         |
| 2018    | God of War                    | SIE Santa Monica Studio                | PlayStation 4, Windows                                |
| 2022    | God of War: Ragnarök          | SIE Santa Monica Studio                | PlayStation 4, PlayStation 5, Windows                 |